# Grande Bulgaria (irredentismo)

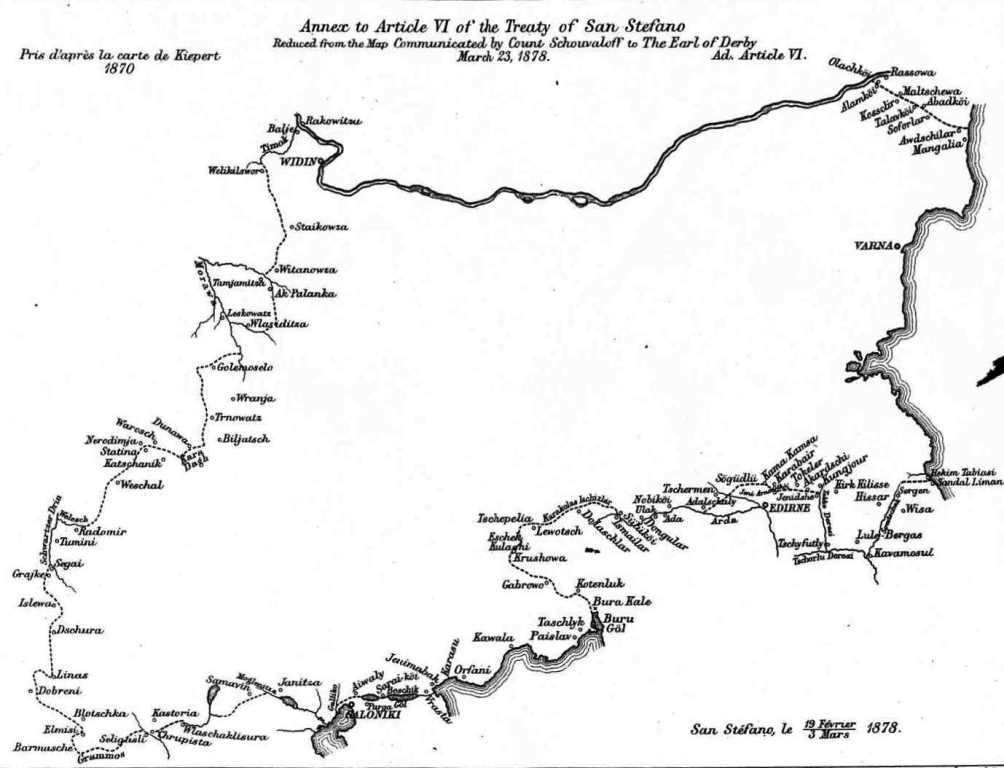
Allegato al Trattato di Santo Stefano del 1878, che mostra i confini della Bulgaria.

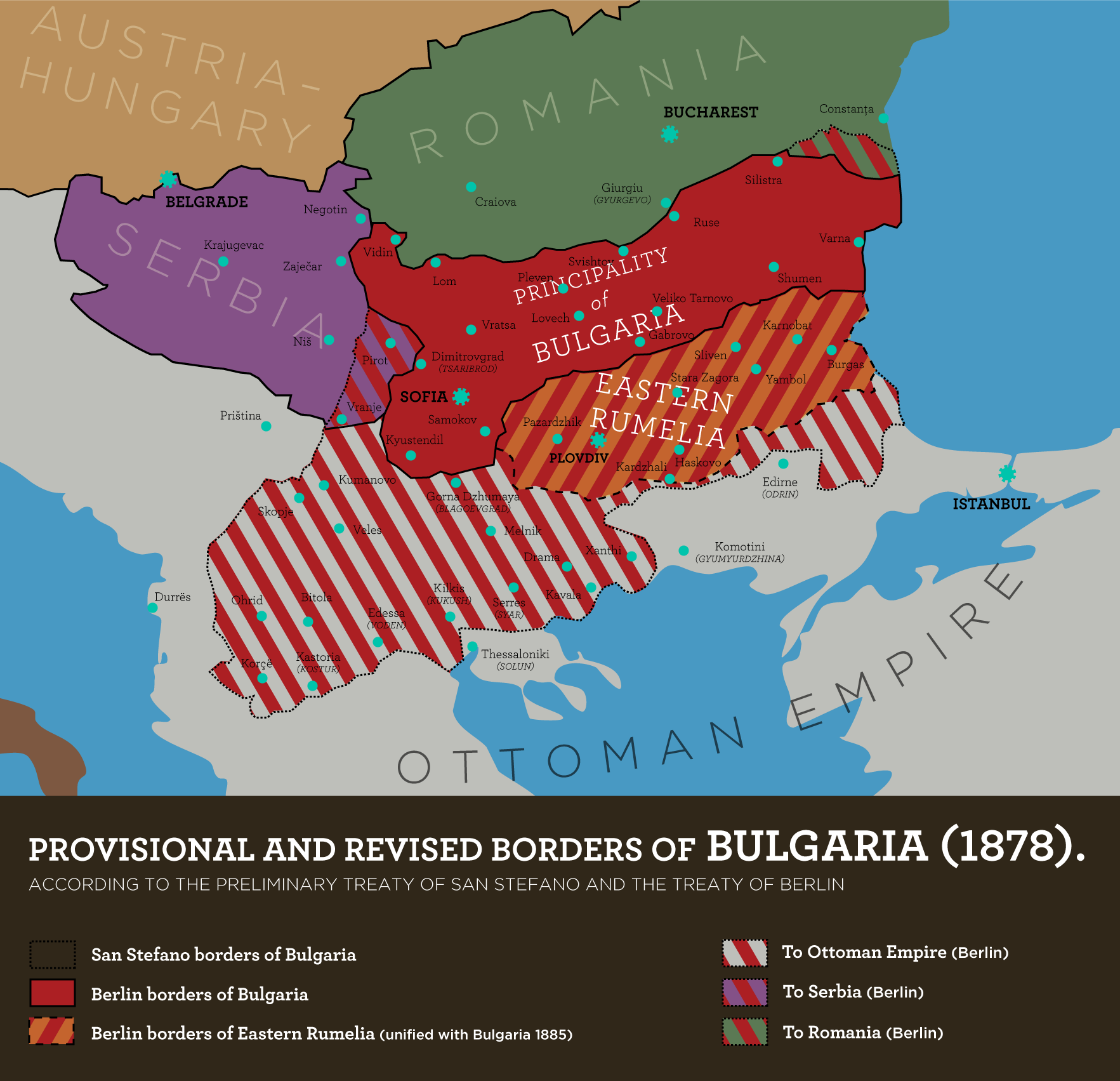
I confini della Bulgaria secondo il Trattato preliminare di Santo Stefano e il successivo Trattato di Berlino (1878).

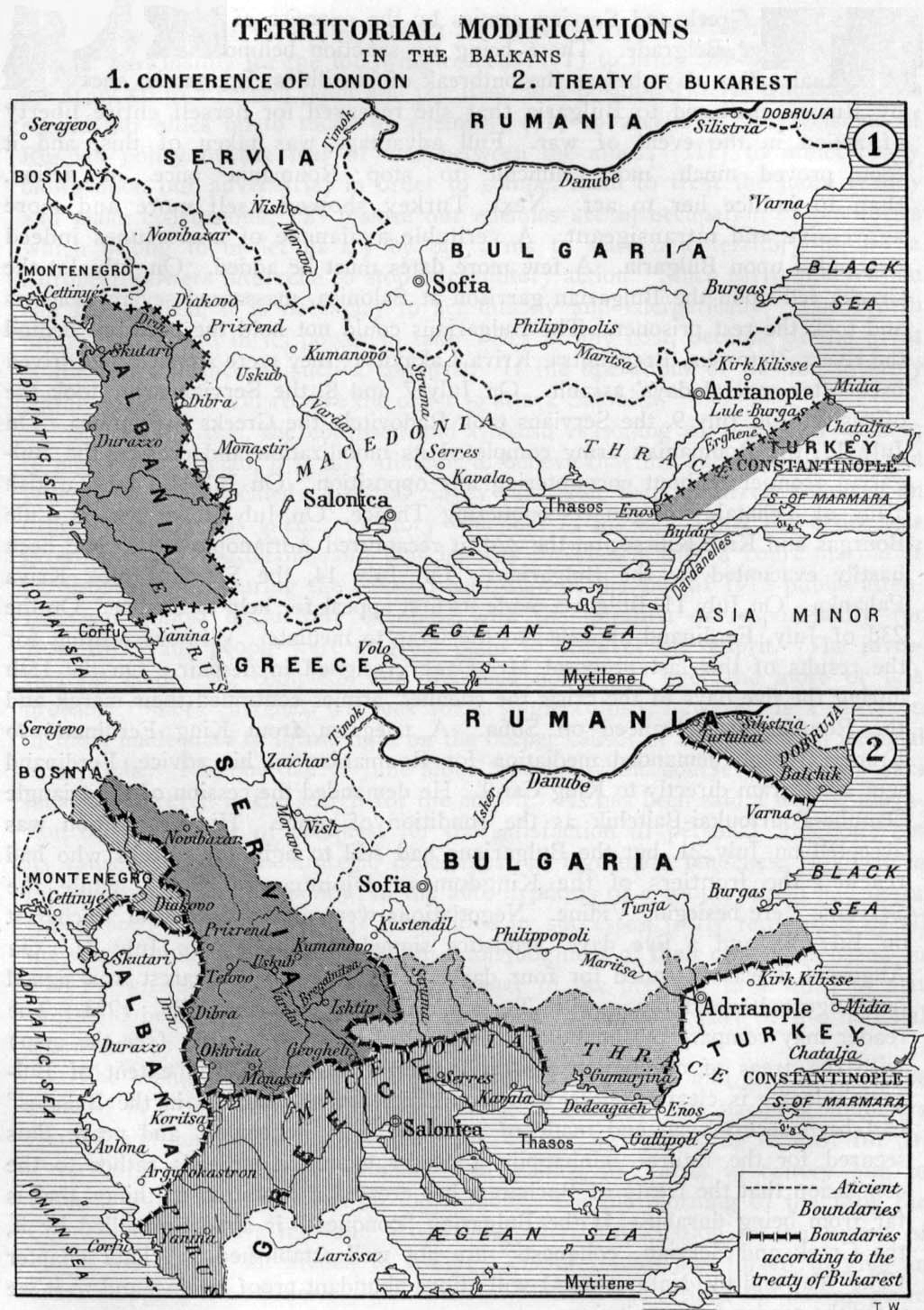
Cambiamenti territoriali in seguito alle due guerre balcaniche (1912-1913).

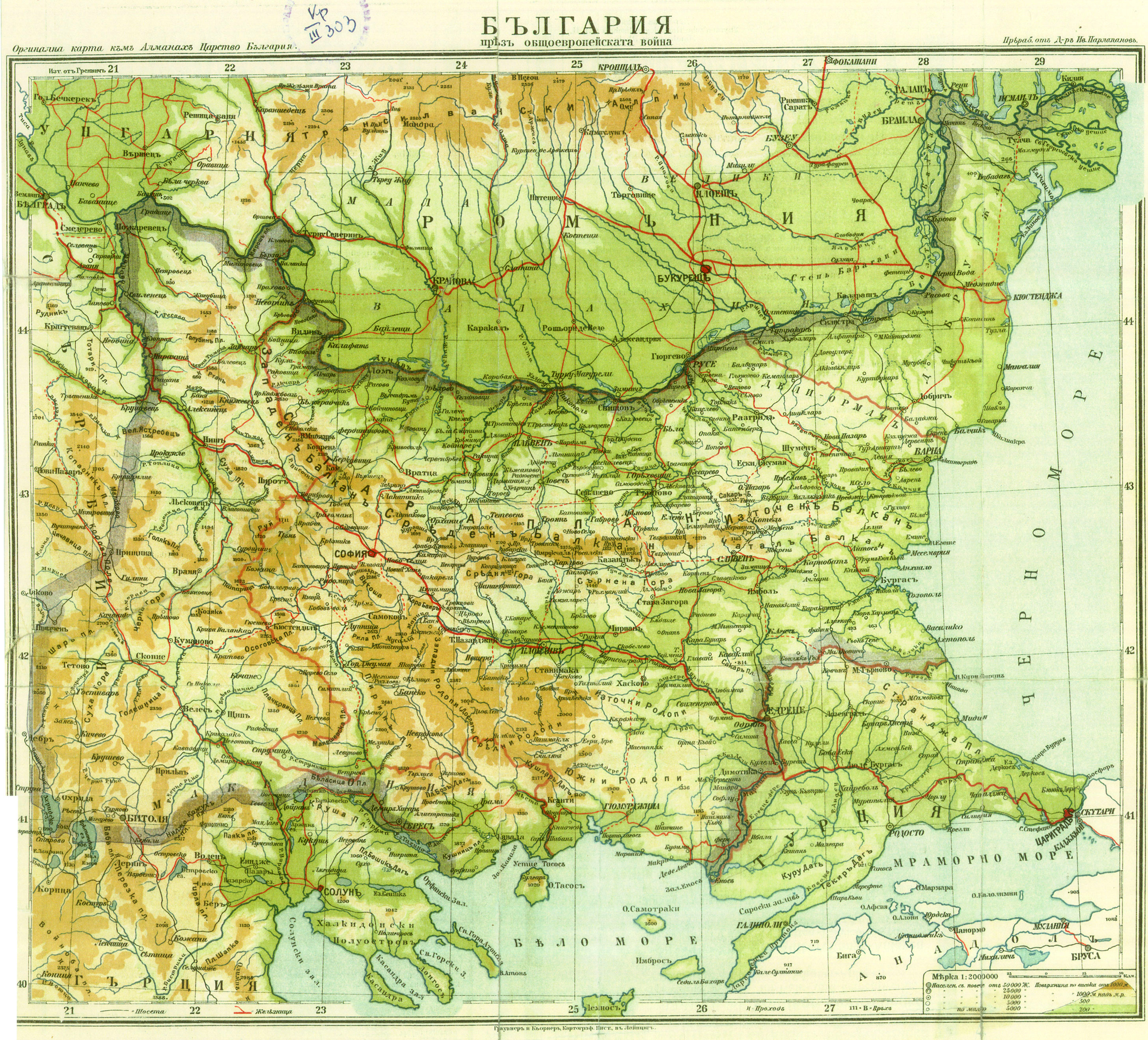
Campagne bulgare durante la prima guerra mondiale (1916-1918).

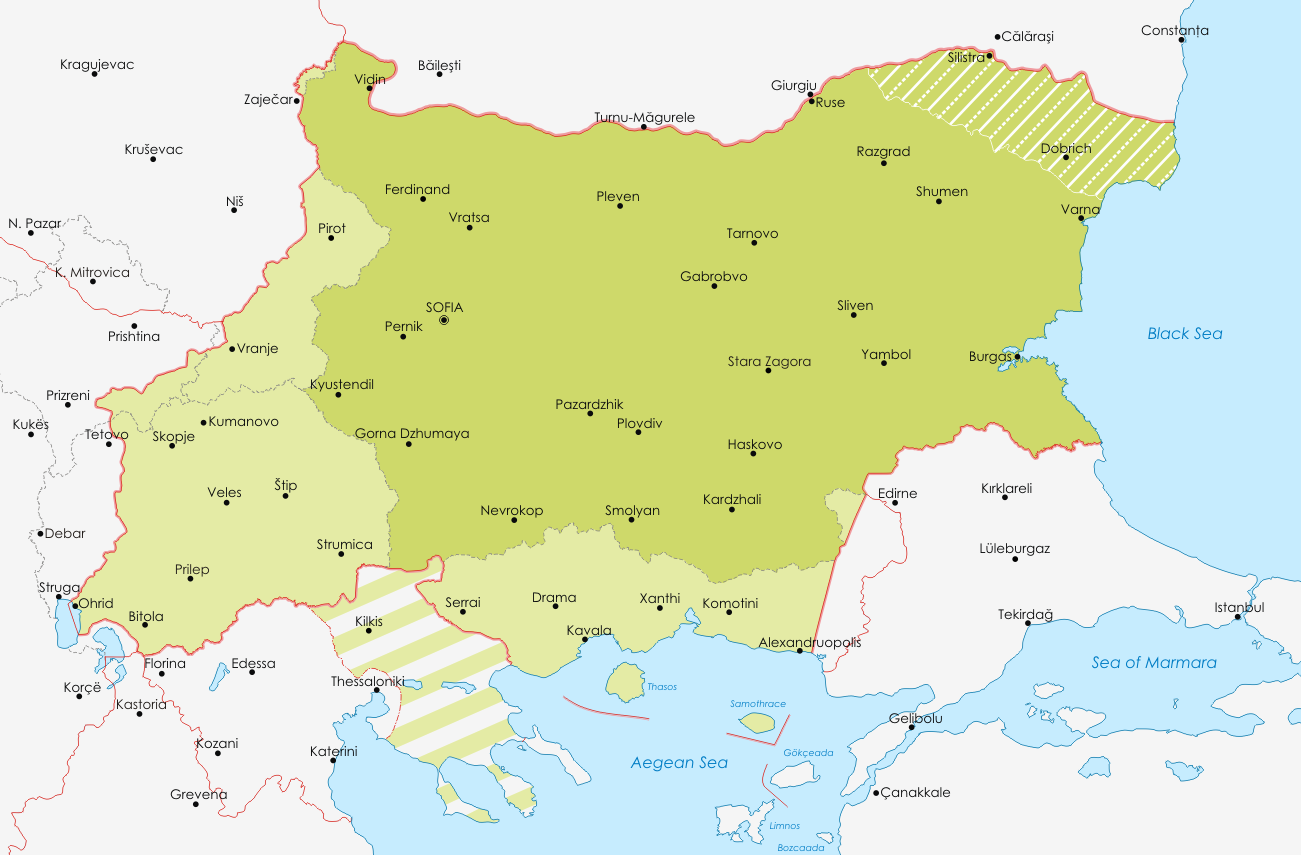
La Bulgaria durante la seconda guerra mondiale (1940-1944).

La Grande Bulgaria è un termine per identificare il territorio associato a uno stato nazionale storico e un movimento nazionalista irredentista bulgaro moderno che includerebbe la maggior parte della Macedonia storica, della Tracia e della Mesia.

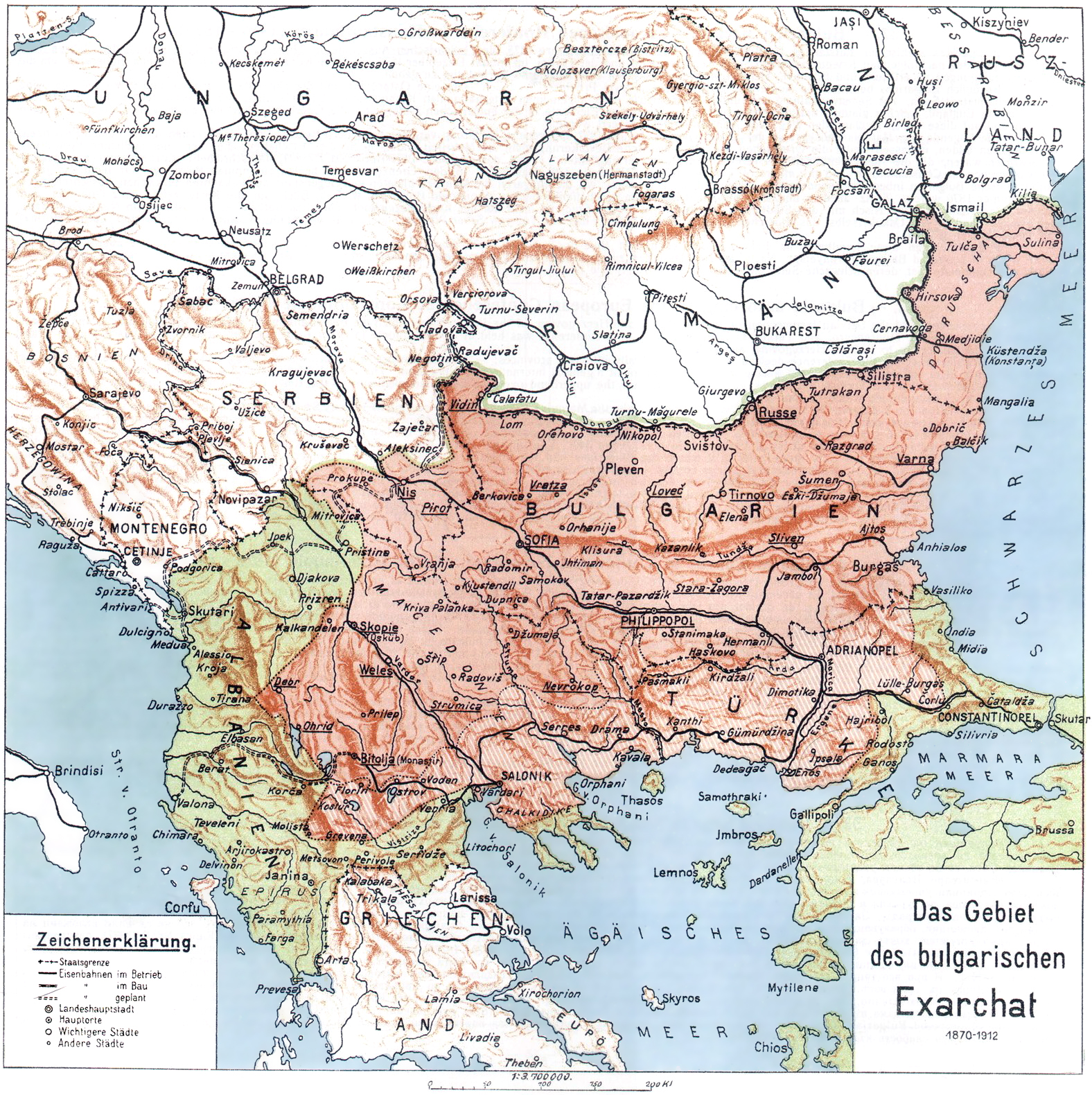
Mappa dell'esarcato bulgaro (1870-1913).

## Storia

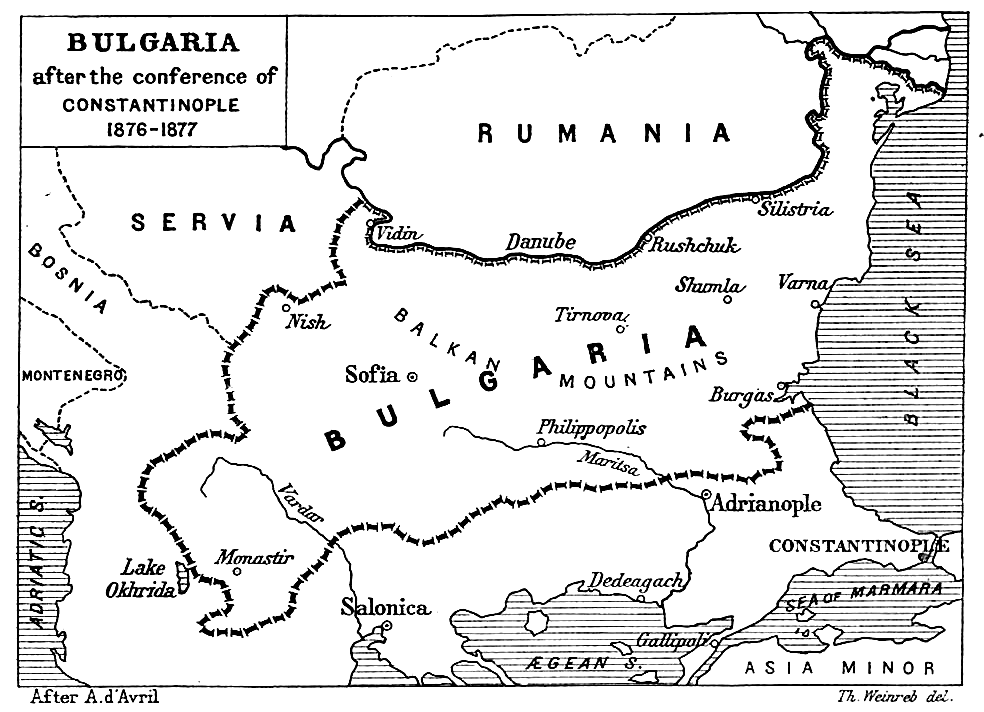
La Bulgaria secondo la Conferenza di Costantinopoli del 1876.

Il più grande stato bulgaro proposto fu suggerito dal Trattato di Santo Stefano nel 1878.
La questione dell'irredentismo e del nazionalismo acquisì maggiore importanza dopo il Trattato di Santo Stefano. Esso stabilì un Principato di Bulgaria, con un territorio che comprendeva la maggior parte della Mesia: la pianura tra il Danubio e la catena montuosa dei Balcani (Stara Planina), le regioni di Sofia, Pirot e Vranje nella Valle Morava, la Tracia-Tracia settentrionale, parti della Tracia orientale e quasi tutta la Macedonia. Questo trattato pose le basi per gran parte delle successive rivendicazioni per una Grande Bulgaria. Tuttavia, la Pace d Santo Stefano era preliminare e i confini della Bulgaria di recente creazione furono stabiliti nel Trattato di Berlino. Essa vide il precedente territorio diviso in tre parti: il Principato di Bulgaria, la provincia autonoma della Rumelia orientale e la Macedonia, che rimase sotto il controllo ottomano.
All'inizio del XX secolo il controllo sulla Macedonia era un punto chiave di contesa tra l'Impero Ottomano, la Bulgaria, la Grecia e la Serbia che combatterono sia la prima guerra balcanica del 1912-1913 che la seconda guerra balcanica del 1913. L'area fu ulteriormente sotto combattimento durante la campagna di Macedonia della prima guerra mondiale (1915-1918).
Poco prima di entrare nella seconda guerra mondiale, la Bulgaria si era assicurata pacificamente il ritorno della Dobrugia meridionale dalla Romania nel trattato di Craiova. Durante la seconda guerra mondiale alcuni dei territori in questione furono brevemente aggiunti alla Bulgaria dalla Germania nazista, come ricompensa alla Bulgaria, che aveva combattuto a fianco della Germania come una delle potenze dell'Asse. Le venne concesso il territorio in Grecia, vale a dire la Macedonia orientale e parti della Tracia occidentale, così come la Macedonia jugoslava (Vardarska Makedonija). Con l'eccezione della Dobrugia Meridionale, queste concessioni furono annullate con la vittoria degli Alleati (cioè alla Conferenza di Pace di Parigi del 1947).